# One More Night (Phil-Collins-Lied)
One More Night ist ein Popsong und in den Vereinigten Staaten die erste Single aus Phil Collins’ drittem Album No Jacket Required aus dem Jahre 1985. One More Night wurde Phil Collins zweiter Nummer-eins-Hit in den USA, nach Against All Odds (Take a Look at Me Now) ein Jahr zuvor und wurde mit Platz vier Collins vierte Top-Ten-Single im Vereinigten Königreich.

## Entstehung und Inhalt

One More Night ist eine Pop- beziehungsweise Soft-Rock-Ballade. Collins spielte mit seinem Drumcomputer herum, als er sich den Refrain des Liedes ausdachte. Er sagte später in einem Interview: „Der Rest des Liedes wurde schnell fertig geschrieben und produziert.“

## Veröffentlichung
One More Night wurde in den USA als erste Single aus dem Album No Jacket Required, das am 25. Januar 1985 erschien, veröffentlicht. Die Single trägt die Jahresangabe 1985, erstmals chartnotiert war sie in den Billboard Hot 100 am 9. Februar 1985 auf Platz 50, so dass von einer Veröffentlichung im Januar 1985 auszugehen ist. In anderen Gebieten, darunter das Vereinigte Königreich, erschien der Song als zweite Single des Albums am 1. April 1985. Hier erschien im Januar 1985 Sussudio. Auf der B-Seite erschien im Vereinigten Königreich und in anderen Ländern I Like the Way, in den USA The Man with the Horn.

## Musikvideo
Das Musikvideo zeigt Collins beim Pianospielen in einer Bar. Es wurde im Richard-Branson-Pub in London (wie schon das Video für Sussudio) gedreht.

## Rezeption
Robert Hilburn von der Los Angeles Times lobte Collins One More Night, sagte aber später: „Collins Soul-Gesangsstil passt nicht zu One More Night.“ Isaac Guzman von den New York Daily News sagte, dass das Lied zu „schnuffelig“ sei.
Keegan Hamilton von den Riverfront Times schrieb, dass das Lied das schlechteste des Albums sei und dass „One More Night das Album verschmutzt“. „Dieses Lied passt nicht zu Collins“, fügte Keegan hinzu.
Der Dancehall-Künstler Busy Signal nahm eine Coverversion des Liedes im Reggae-Stil auf.

## Kommerzieller Erfolg

### Chartplatzierungen
| ChartsChartplatzierungen       | Höchstplatzierung | Wochen/ Monate |
| ------------------------------ | ----------------- | -------------- |
| Deutschland (GfK)              | 10 (13 Wo.)       | 13 Wo.         |
| Österreich (Ö3)                | 6 (3 Mt.)         | 3 Mt.          |
| Schweiz (IFPI)                 | 6 (11 Wo.)        | 11 Wo.         |
| Vereinigte Staaten (Billboard) | 1 (19 Wo.)        | 19 Wo.         |
| Vereinigtes Königreich (OCC)   | 4 (10 Wo.)        | 10 Wo.         |

| ChartsJahrescharts (1985)      | Platzierung |
| ------------------------------ | ----------- |
| Vereinigte Staaten (Billboard) | 33          |

### Auszeichnungen für Musikverkäufe
| Land/Region                  | Auszeichnungen für Musikverkäufe (Land/Region, Auszeichnung, Verkäufe) | Verkäufe |
| ---------------------------- | ---------------------------------------------------------------------- | -------- |
| Neuseeland (RMNZ)            | Gold                                                                   | 15.000   |
| Vereinigte Staaten (RIAA)    | Gold                                                                   | 500.000  |
| Vereinigtes Königreich (BPI) | Silber                                                                 | 250.000  |
| Insgesamt                    | 1× Silber · 2× Gold ·                                                  | 765.000  |

Hauptartikel: Phil Collins/Auszeichnungen für Musikverkäufe

## Besetzung
- Phil Collins: Gesang, Drumcomputer, Keyboard, Backgroundgesang
- Daryl Stuermer: Gitarren
- Leland Sklar: Bass
- Don Myrick: Saxophon